# Марьяновская волость (Верхнеднепровский уезд)
Марьяновская волость — административно-территориальная единица Верхнеднепровского уезда Екатеринославской губернии.
По состоянию на 1886 год состояло из 17 поселений, 18 сельских общин. Население 2988 человек (1513 мужского пола и 1475 женского), 458 дворовых хозяйств.
|                        | Площадь, десятин | В том числе пахотной, дес. |
| ---------------------- | ---------------- | -------------------------- |
| Сельских общин         | 2544             | 1376                       |
| Казенной собственности | 16 691           | 4945                       |
| Другой собственности   | 3634             | 2171                       |
| Всего                  | 22 869           | 8492                       |

Самое большое поселение волости:
- Марьяновка — село при реке Каменка в 85 верстах от уездного города, 448 человек, 69 дворов, школа.

По данным на 1908 год общее население волости выросло до 5424 человек (2789 мужского пола и 2665 женского), 832 дворовых хозяйства, количество поселений достигло 24:
- Зелёный Кут — бывшая барская деревня, 263 человека (133 мужского пола и 130 женского), 41 дворовое хозяйство.
- Божедаровка (Золотой Ключ и Васильевка) — бывшая барская деревня, 252 человека (140 мужского пола и 112 женского), 40 дворовых хозяйств.
- Петрова Долина — бывшая барская деревня, 878 человек (448 мужского пола и 430 женского), 139 дворовых хозяйств.
- Михайловка (хутор Михайловский) — бывшее барское село, 253 человека (121 мужского пола и 132 женского), 36 дворовых хозяйств.
- Алексеевка — бывшая барская деревня, 159 человек (76 мужского пола и 89 женского), 23 дворовых хозяйства.
- Князь-Ивановка — бывшая барская деревня, 468 человек (226 мужского пола и 242 женского), 63 дворовых хозяйства.
- Александровка — бывшая барская деревня, 117 человек (63 мужского пола и 54 женского), 16 дворовых хозяйств.
- Новопетровская — бывшая барская деревня, 199 человек (99 мужского пола и 100 женского), 32 дворовых хозяйства.
- Новоюльевка (и Лозенталь) — бывшая барская деревня, 325 человек (173 мужского пола и 152 женского), 139 дворовых хозяйств.
- Авдотьевка (и Водяная) — бывшая барская деревня, 138 человек (62 мужского пола и 76 женского), 24 дворовых хозяйства.
- Егоровка — бывшая барская деревня, 323 человека (171 мужского пола и 152 женского), 47 дворовых хозяйств.
- Елизаветовка — бывшая барская деревня, 229 человек (112 мужского пола и 117 женского), 47 дворовых хозяйств.
- Григоро-Григорьевское — бывшее барское село, 143 человек (68 мужского пола и 75 женского), 21 дворовое хозяйство.
- Широкая — бывшее барское село, 321 человек (180 мужского пола и 141 женского), 57 дворовых хозяйств.
- Новосёловка — бывшее барское село, 291 человек (152 мужского пола и 139 женского), 42 дворовых хозяйства.
- Трудолюбовка — бывшая барская деревня, 104 человек (52 мужского пола и 52 женского), 16 дворовых хозяйств.
- Петровка — бывшая барская деревня, 152 человека (73 мужского пола и 79 женского), 19 дворовых хозяйств.